# Piper cutucuense
Piper cutucuense är en pepparväxtart som beskrevs av Truman George Yuncker. Piper cutucuense ingår i släktet Piper och familjen pepparväxter. Inga underarter finns listade i Catalogue of Life.